# Karakó
Karakó là một thị trấn thuộc hạt Vas, Hungary. Thị trấn này có diện tích 10,35 km², dân số năm 2010 là 192 người, mật độ 19 người/km².